# Krankenhaus Rotes Kreuz Lübeck

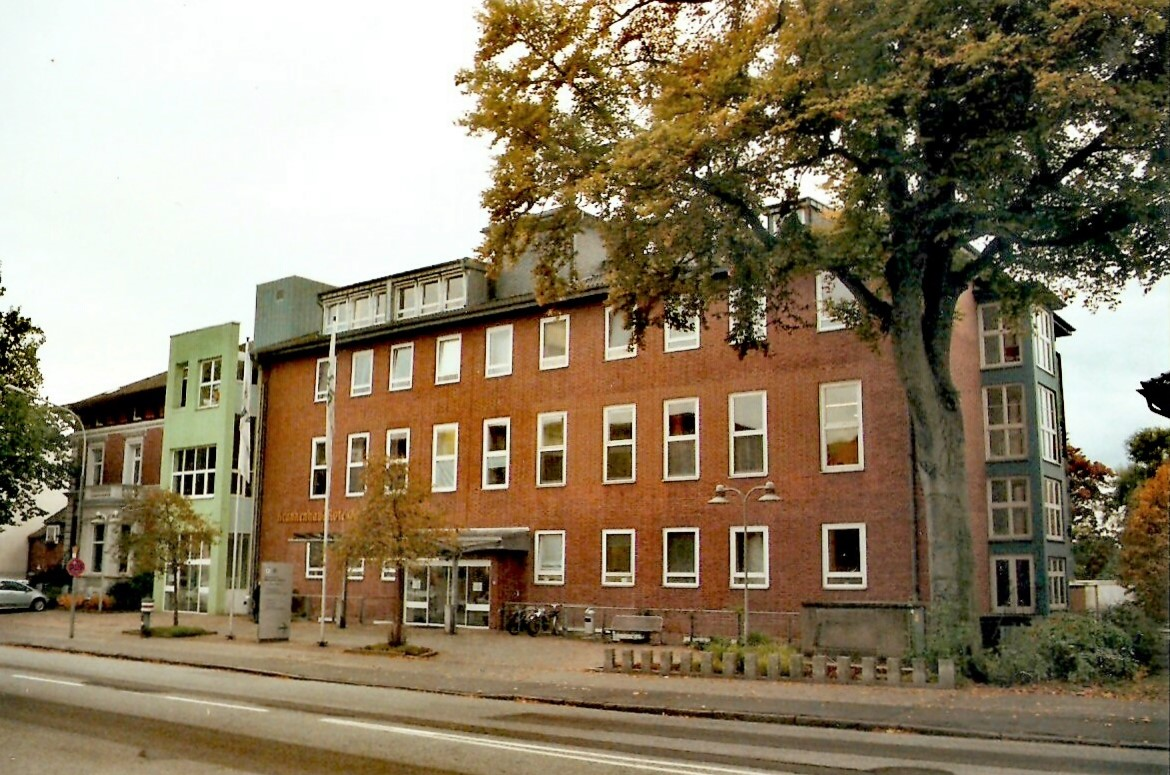
Gesamtes Krankenhaus einschließlich der integrierten Villa

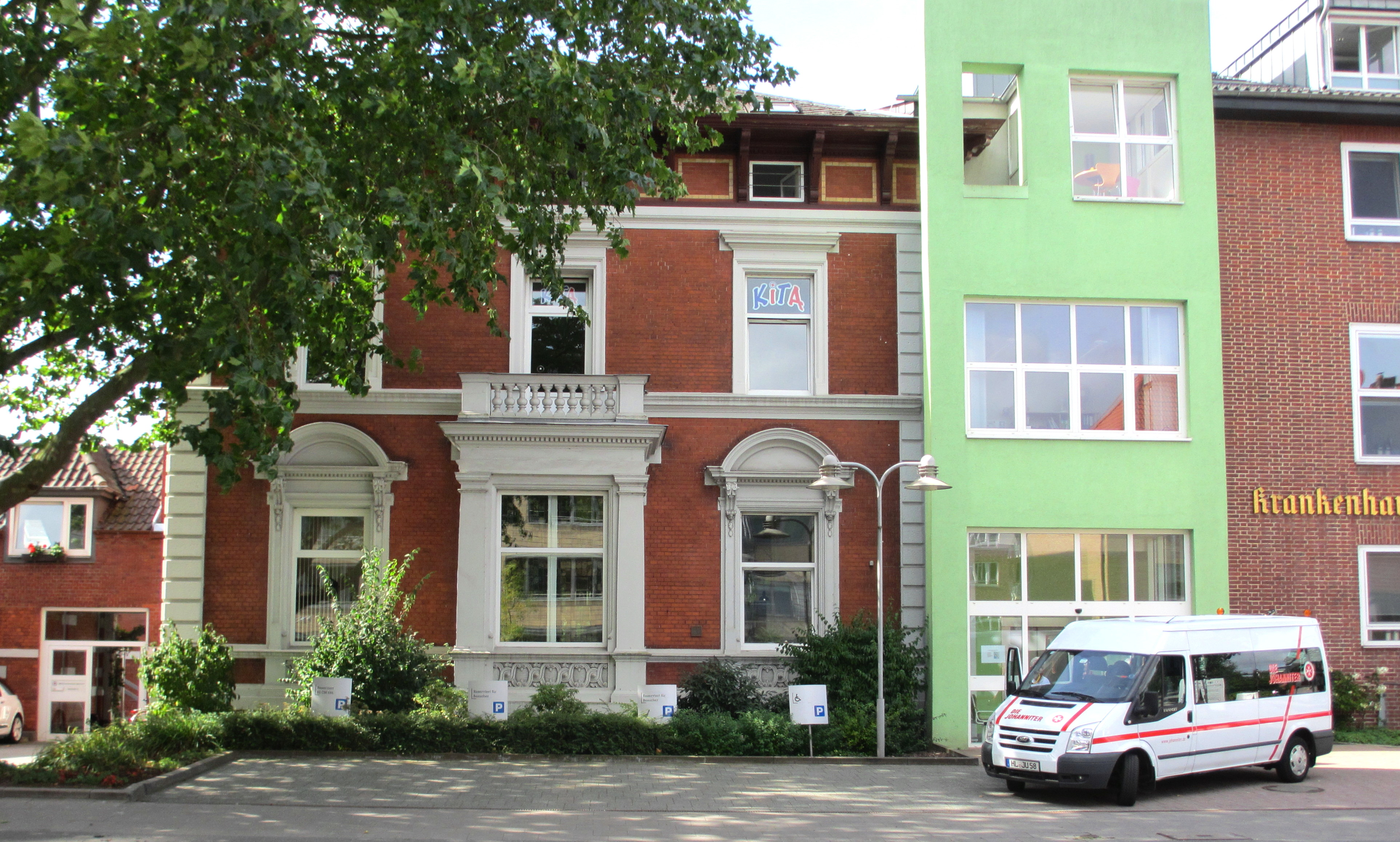
Die von Karl von Großheim geplante Patriziervilla Marlistraße 10, jetzt Teil des Krankenhauses

Das Krankenhaus Rotes Kreuz Lübeck ist ein Fachkrankenhaus für Geriatrie und zählt mit über 144 stationären Betten und 24 tagesklinischen Plätzen zu den drei größten akutgeriatrischen Kliniken Deutschlands. Seit dem 1. Februar 2010 ist das Krankenhaus akademisches Lehrkrankenhaus der Universität zu Lübeck.

## Geschichte
Das Rote-Kreuz-Krankenhaus in Lübeck wurde 1938 als Belegkrankenhaus anstelle des vorherigen Krankenhauses in der Moltkestraße in Betrieb genommen. Angeschlossen war eine Schwesternschule für die Ausbildung von DRK-Schwestern. Der Altbau diente bereits seit 1935 als Mutterhaus der DRK-Schwesternschaft. In den letzten beiden Kriegsjahren des Zweiten Weltkrieges wurden hier mehrere hunderte von „Flüchtlingsschwestern“ aus den deutschen Ostgebieten aufgenommen und ärztlich versorgt. Nach Ende des Zweiten Weltkrieges wurde das Krankenhaus zunächst von der British Army bis 1949 requiriert und als Krankenhaus für Displaced Persons genutzt. Die zivilrechtliche Rückübertragung an den DRK-Kreisverband Lübeck als Rechtsnachfolger des Vaterländischen Frauenvereins nach dem DRK-Gesetz von 1937 erfolgte 1951. Zu dieser Zeit bestand eine Kapazität von 70 Betten. 1959 verkaufte der DRK-Kreisverband das Krankenhaus an die DRK-Schwesternschaft Lübeck. 1985 wurde das Mutterhaus baulich erweitert.
Im Juli 2011 wurde am Krankenhaus Rotes Kreuz, gemeinsam mit dem Zentrum für Bevölkerungsmedizin und Versorgungsforschung der Universität zu Lübeck, die Forschungsgruppe Geriatrie gegründet. Ziel dieser Forschungsgruppe, unter Leitung des Chefarztes Martin Willkomm, ist es die geriatrische Versorgung der Lübecker Bevölkerung sowie umliegender Regionen weiterzuentwickeln.

## Bauwerk
In den Komplex des 1936 errichteten Backsteinbaus des Krankenhauses einbezogen und mit ihm verbunden ist die im Stil der Neorenaissance 1884 durch den Architekten Karl von Großheim geplante Patriziervilla Marlistraße 10 des Lübecker Weinhändlers Carl Tesdorpf. Dieser verkaufte das Anwesen an der Wakenitz 1900 an den um 1900 aus Schleswig zugezogenen Reeder Franz Horn (Horn-Linie), der bereits 1910 die größte Frachtschiffreederei im Deutschen Reich besaß. 1931 wurde die Guttempler-Loge Eigentümerin des Hauses, bevor dann 1936 die Umnutzung zunächst als Schwesternwohnheim erfolgte. Das in diesem Zuge errichtete Krankenhaus wurde 1938 eingeweiht.